# Isuzu MU-X
Isuzu MU-X — середньорозмірний рамний позашляховик, який виготовляється компанією Isuzu з 2013 року.

## Перше покоління (з 2013)
Isuzu MU-X — середньорозмірний рамний позашляховик, який виготовляється компанією Isuzu з 2013 року.

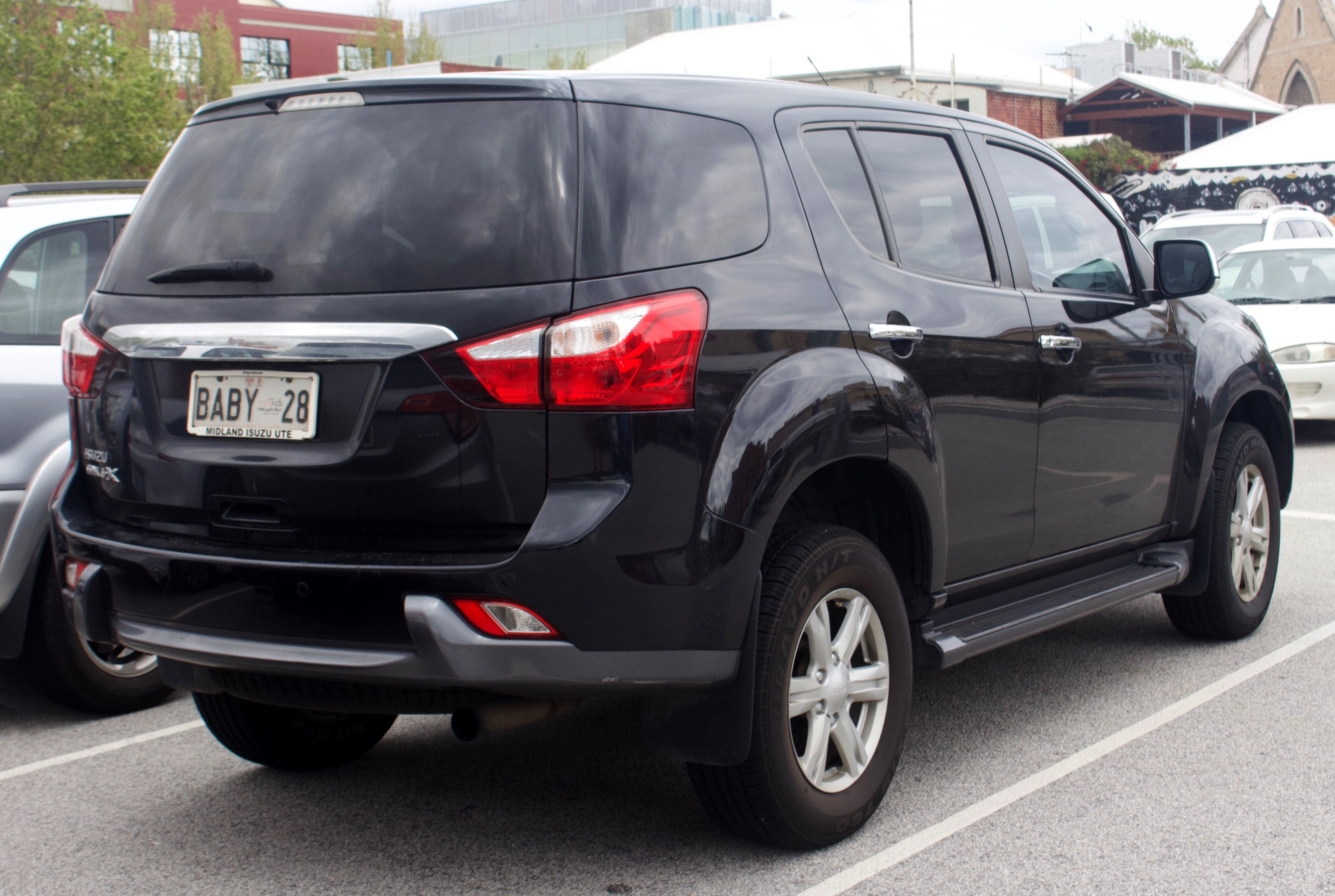
Isuzu MU-X (з 2013)

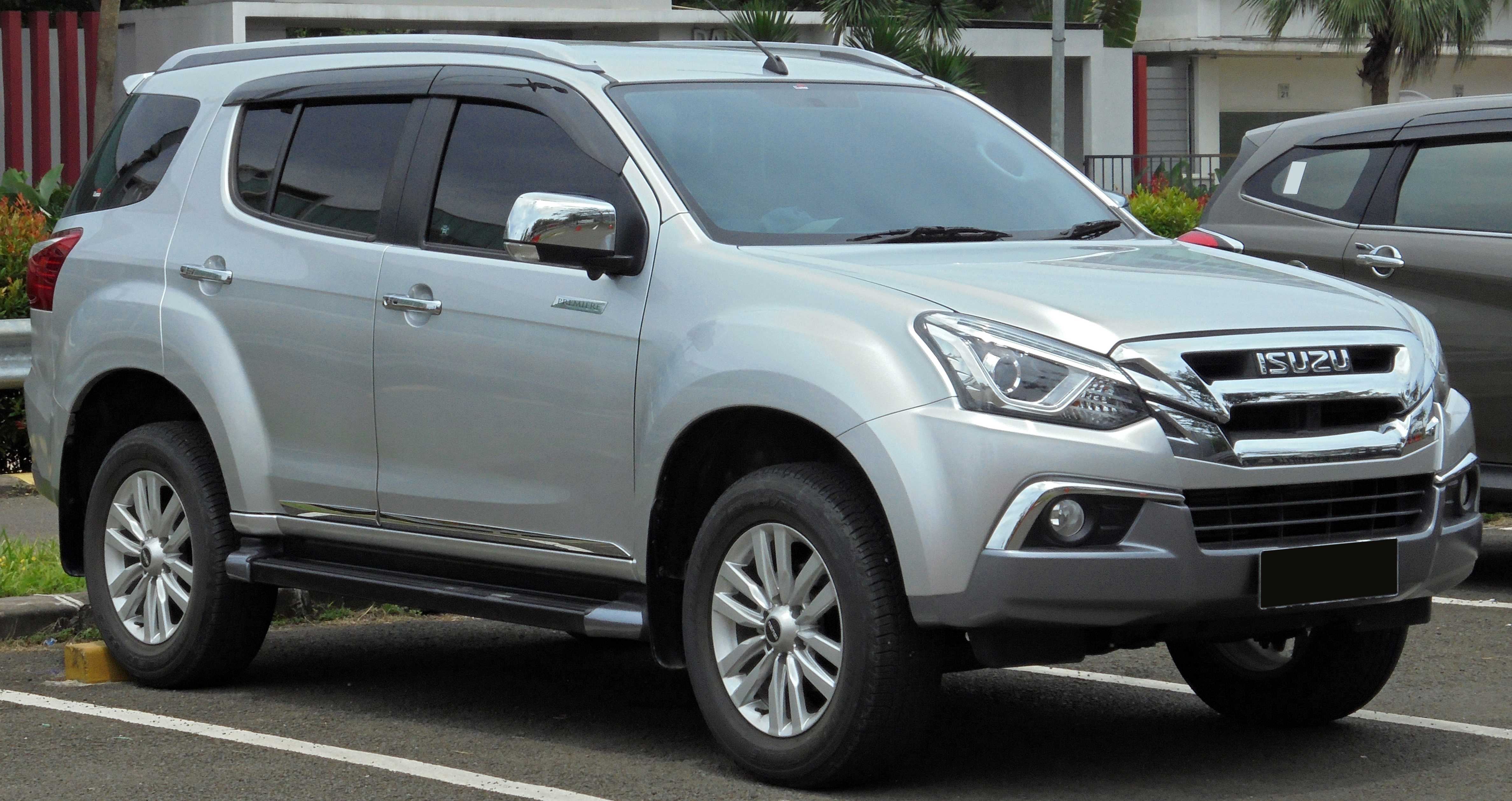
Isuzu MU-X (з 2017)

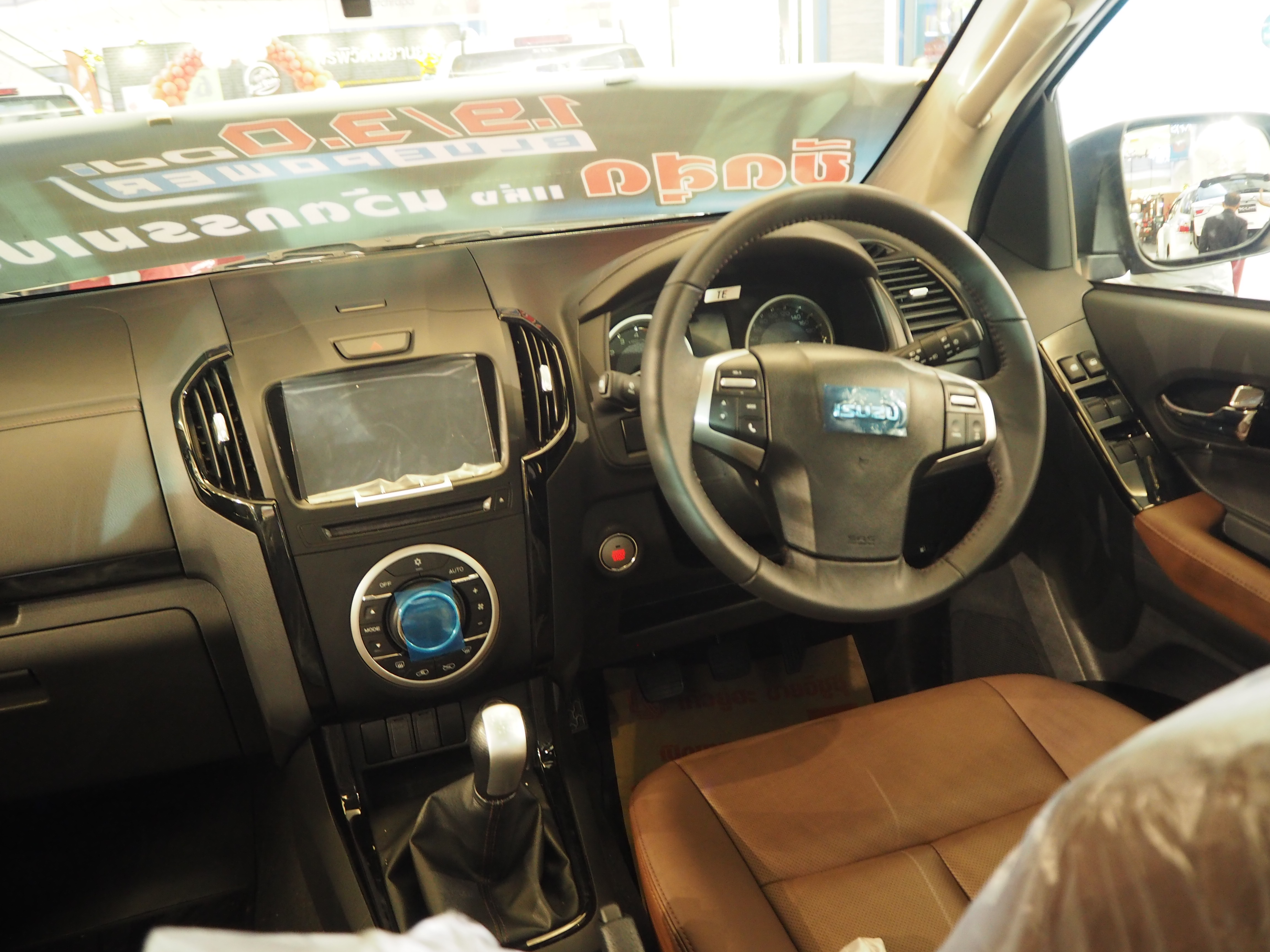

В 2013 році представили рамний позашляховик Isuzu MU-X на базі Isuzu D-Max, який замінив Isuzu MU-7. Позашляховик комплектується двигунами 2.5 л 4JK1-TCX 136 к.с. і 3.0 л 4JJ1-TCX 163 к.с.
Isuzu MU-X являє собою перелицьований рамний всюдихід Chevrolet TrailBlazer. Обидві машини випускають в Таїланді.
Автомобіль комплектується заднім або повним приводом, причому останній оснащений комплексом Terrain command, що дає можливість вибору режимів 2Н або 4Н, але тільки на швидкості до 100 км на годину. Підвіска повністю незалежна (5-ти важільна версія на задній осі). Але це не заважає позашляховику штурмувати розкислу ґрунтовку і більш серйозні перешкоди, чому сприяє великий кліренс (25 см), малі звиси, а також сталева броня по днищу, що прикриває всі важливі вузли. Крім цього, Isuzu MU-X може буксирувати 3-тонний причіп.
В 2015 році Isuzu D-Max і Isuzu MU-X отримали новий турбодизель 1.9 л RZ4E-TC потужністю 150 к.с.

### Двигуни
| Модель         | Рік виробництва | Тип двигуна / код | Потужність, при об/хв        | Крутний момент, при об/хв | примітки |
| Дизельні       | Дизельні        | Дизельні          | Дизельні                     | Дизельні                  | Дизельні |
| -------------- | --------------- | ----------------- | ---------------------------- | ------------------------- | -------- |
| 1.9 L RZ4E-TC  | 2016-           | 1898 см3 DOHC Р4  | 150 к.с. (110 кВт), при 3600 | 350 Нм, при 1800          |          |
| 2.5 L 4JK1-TCX | 2013-           | 2499 см3 DOHC Р4  | 136 к.с. (100 кВт), при 3600 | 320 Нм, при 1800—2800     |          |
| 3.0 L 4JJ1-TCX | 2013-           | 2999 см3 DOHC Р4  | 163 к.с. (120 кВт), при 3600 | 333-360 Нм, при 1600-3200 |          |

## Друге покоління (з 2020)

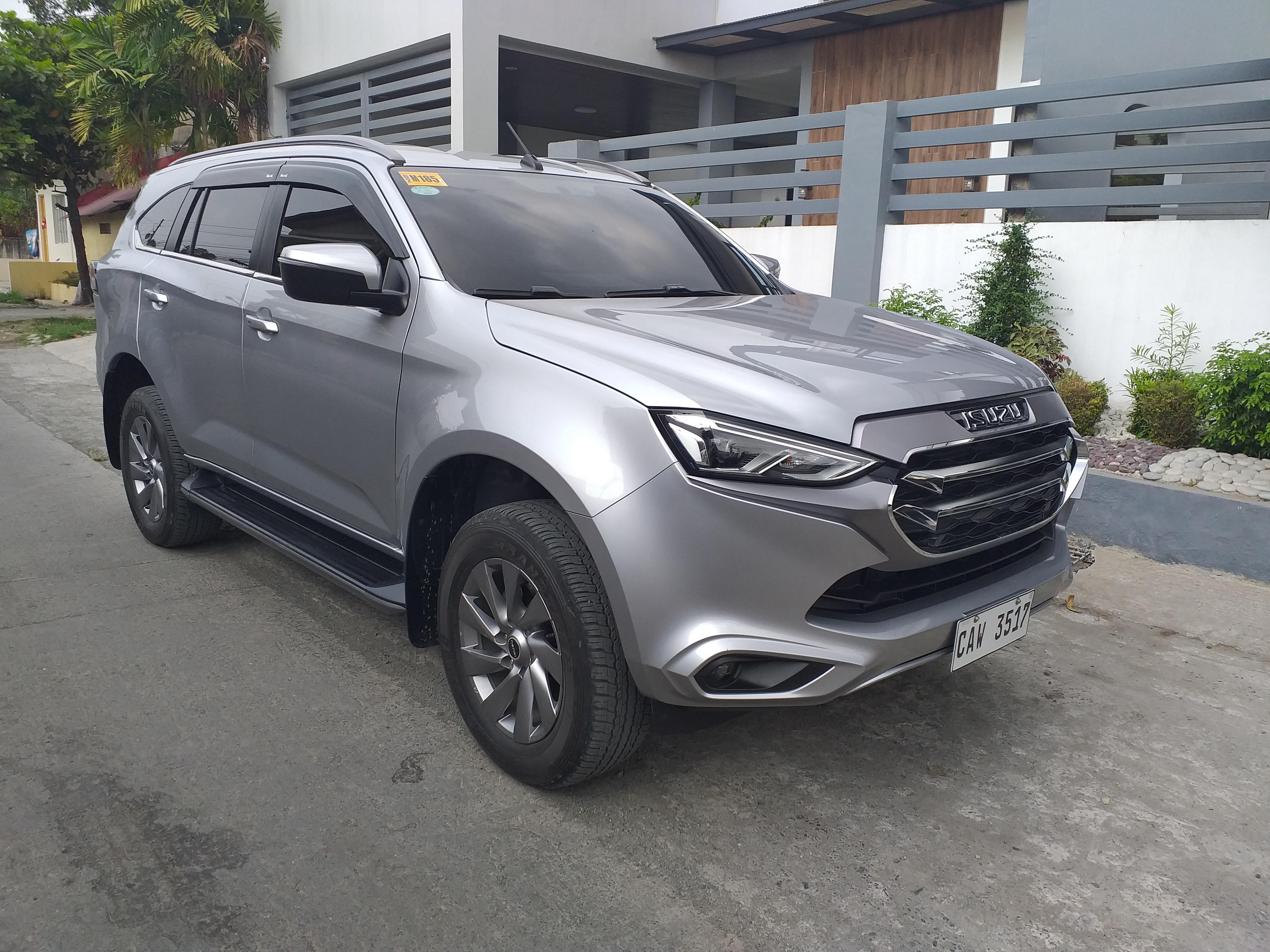
Isuzu MU-X 3.0 Ultimate 4WD (з 2020)

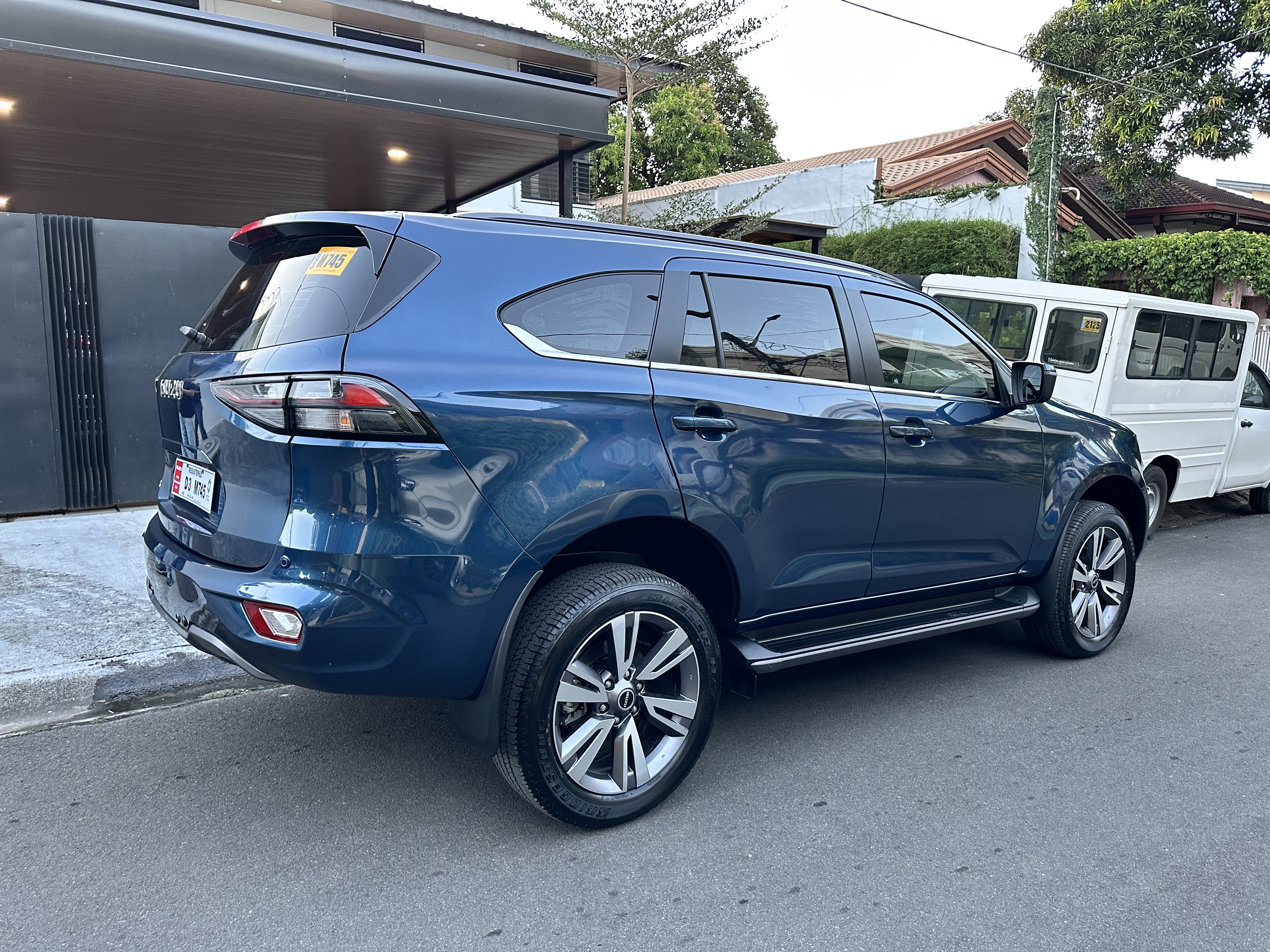

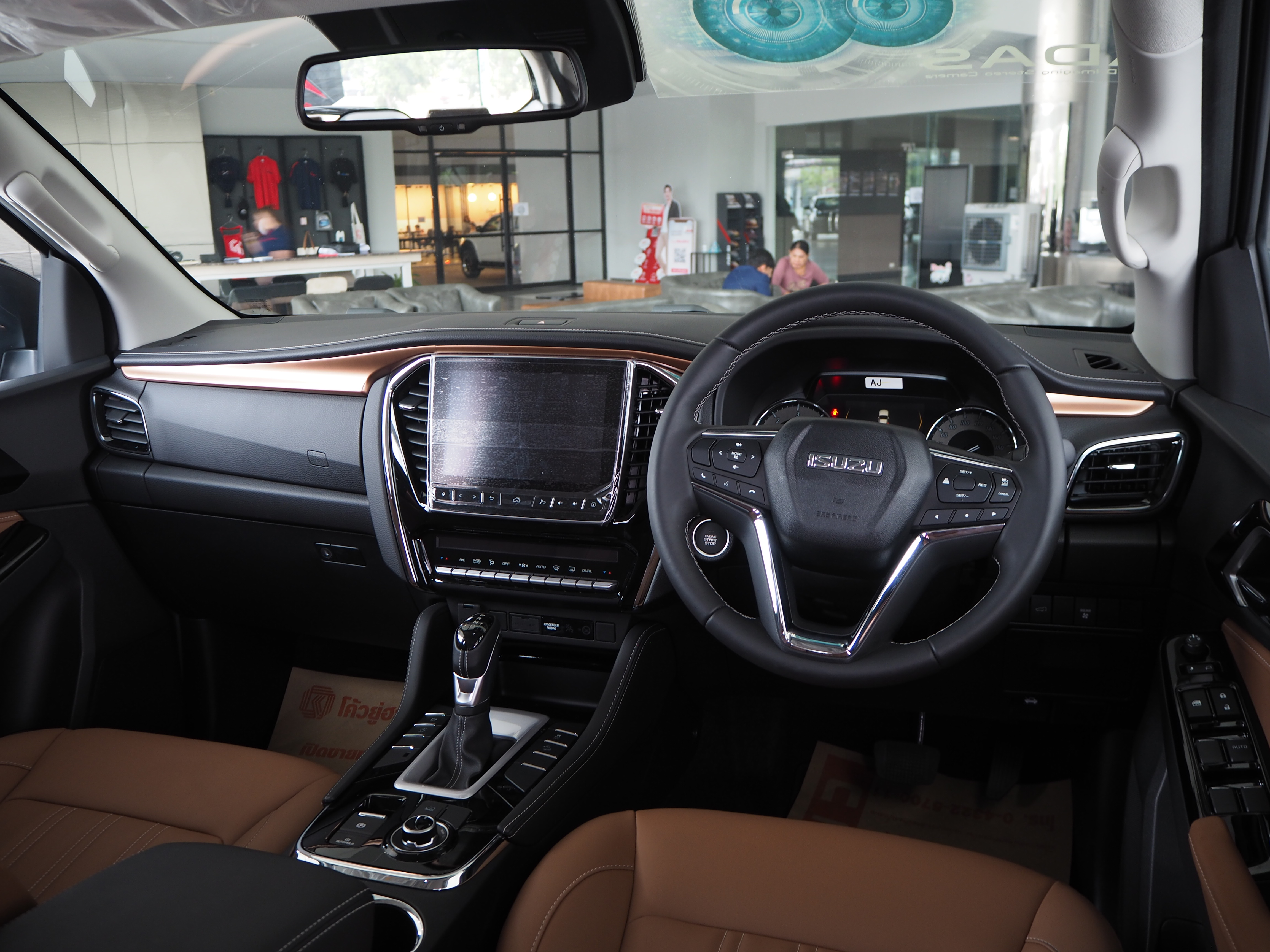
Салон

В Бангкоку представлений рамний позашляховик Isuzu MU-X другого покоління, який уніфікований з пікапом Isuzu D-Max третього покоління. Семимісний всюдихід оснащується двома турбодизелями, але модернізованими: 1.9 RZ4E-TC (150 к.с., 350 Нм) і 3.0 4JJ3-TCX (190 к.с., 450 Нм) з 6-ст. МКПП і АКПП. Повний привід покладається тільки топ-версії, інші задовольняються заднім.

### Двигуни
- 1.9 L RZ4E-TC GEN2 I4-T 150 к.с., 350 Нм
- 3.0 L 4JJ3-TCX I4-T 190 к.с., 450 Нм